# عرجان الشرقية
عرجان الشرقية هي بلدة في محافظة عمان في شمال غرب الأردن .  وهي تقع شمال العاصمة عمان .